# Ister
Ister, lateinisch Hister, altgriechisch Ἴστρος Istros, war eine in der Antike verbreitete Bezeichnung für den Unterlauf der Donau, der sich vom Eisernen Tor bis zum Donaudelta erstreckt.

## Etymologie

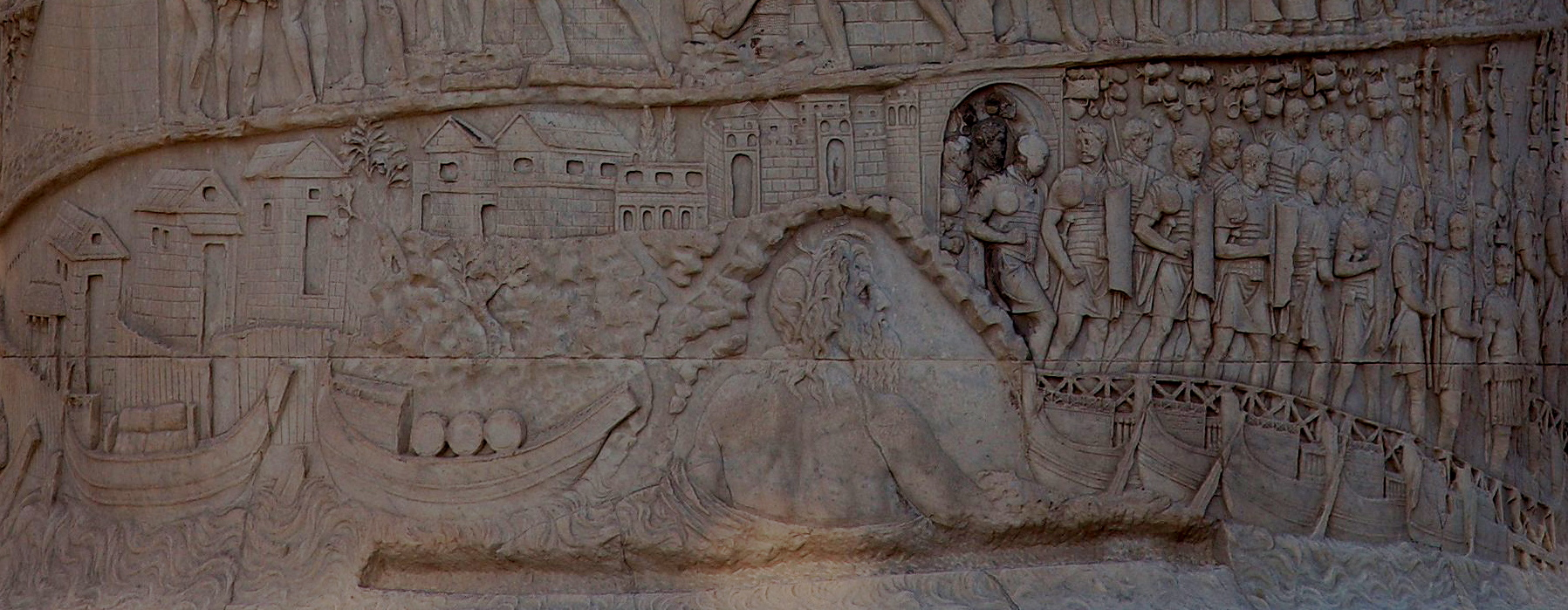
Flussgott Ister auf der Trajanssäule

Der Name wird von Verfechtern der alteuropäischen Hydronymie zur indogermanischen Wurzel *heisr- ‚schnell, hurtig‘ gestellt.
In Hesiods Theogonie ist Istros der Sohn von Okeanos und Tethys. Er ist die Personifikation des Flusses und wurde häufig auf Münzen der Stadt gleichen Namens abgebildet. Reguläre Münzen mit der Aufschrift ΙΣΤ (IST) sind schon aus dem 5. Jahrhundert v. Chr. bekannt. Eine Abbildung des Flussgottes Istros befindet sich auch auf der Trajanssäule in Rom, auf der Istros ähnlich dem Neptunus erscheint und das Überqueren der Donau durch die römischen Legionen über eine Pontonbrücke zu Beginn der Dakerkriege beobachtet. Die Daker schworen beim Hister.

## Bedeutung in der Antike
Der Ister als Strom, der in das Schwarze Meer mündet, dürfte schon seit der frühesten Antike durch die hellenische Schwarzmeer-Seefahrt in den Mittelmeerraum überliefert worden sein. In den letzten vorchristlichen Jahrhunderten rückt die Donau als Fluss nördlich der Alpen, mit ihrem Flussgott Danuvius, in den Fokus der römischen Geographie. So konnte erst um die Zeitenwende eine Assoziation zwischen Donau und Ister hergestellt werden, als das Römische Reich sich bis an den ganzen Donaulauf ausgedehnt hatte und die kartographischen Zusammenhänge erschlossen wurden. Der Dichter Ovidius bezeichnet nach dem Jahr 8 n. Chr. den Ister als den Fluss mit den zwei Namen. Claudius Aelianus beschreibt im 3. Jahrhundert n. Chr. den Ister als den größten Fluss Europas:

“Initium Europaeorum fluminum maximi Istri, ad septentriones ventos sub Alpium radices subjectum contra solis exortum, a non magno fonte nascitur, ubi gens rei equestris perita habitat.”

(deutsch: Der Anfang des Ister, des größten europäischen Flusses, entspringt nördlich des Fußes der Alpen in Richtung nach Osten aus einer unansehnlichen Quelle, wo ein Reitervolk beheimatet ist.)
In dieser Zeit dürfte der Ausdruck Danuvius also nur eine Flussabschnittsbezeichnung für den Oberlauf des Ister, bis etwa in die Pannonische Tiefebene, gewesen sein.

## Namensgebung
- Von diesem Begriff leitet sich auch die antike Bezeichnung Via Istra für die dem Limes folgende Verbindungsstraße entlang der Donau ab.
- Die Stadt Istros an der Donaumündung geht auf eine Gründung von Milet im 7. Jahrhundert v. Chr. auf älterer thrakischer Siedlung zurück und war die älteste griechische Kolonie am Schwarzen Meer.
- Einige römische Städte am Unterlauf der Donau trugen den Zusatz ad Istrum – z. B. Nicopolis ad Istrum. Die antike Stadt lag allerdings 40 km vom Fluss entfernt, da ihr Name lediglich dem Sieg an der Donau gewidmet war (Nicopolis ‚die Siegreiche‘).
- Der Begriff Ister wurde im zwanzigsten Jahrhundert unter anderem für die in den 1950ern gegründeten Reederei des Stahlkonzerns VÖEST, die Ister Reederei, verwendet wie auch für den gleichnamigen Linzer Ruderverein Ister.[7]
- Zwischen Budapest Keleti pályaudvar und București Gara de Nord verkehrt der EuroNight 472 (westwärts) bzw. 473 (westwärts) mit dem Namen Ister.